# Pedro Jaque
Pedro Fernando Jaque Gatíca (* 1. Oktober 1963 in Lota) ist ein ehemaliger chilenischer Fußballspieler. Der linke Außenverteidiger bestritt vier Länderspiele und wurde auf Vereinsebene mit dem CD Cobreloa 1992 Meister. 

## Karriere

### Verein
Pedro Jaque begann seine Profikarriere 1985 bei Lota Schwager in der Segunda División. 1986 gelang dem Defensivakteur mit dem Klub seiner Heimatstadt der Aufstieg in die Primera División. 1988 wechselte Jaque zu Fernández Vial, wo er bis 1991 spielte und dann zum CD Cobreloa kam. Mit dem Wüstenklub aus Calama wurde er Meister 1992.
1994 bis 1995 sammelte Jaque in Mexiko Auslandserfahrung bei den Monarcas Morelia, wo er unter anderem mit seinen Landsleuten Marco Figueroa, Jaime Vera und Luis Pérez auf dem Feld stand. Nach der Rückkehr 1995 zu Cobreloa schloss sich der Abwehrspieler 1998 Deportes Concepción an. Nach weiteren Stationen bei Everton und Coquimbo Unido beendete Jaque 2003 seine Karriere bei Unión La Calera in der zweiten Liga Chiles.

### Nationalmannschaft
Pedro Jaque wurde von Nationaltrainer Mirko Jozić für die drei Freundschaftsländerspiele im März 1993 nominiert. Er debütierte gegen Frankreich als Startelfspieler und stand kurz danach in zwei weiteren Spielen gegen Saudi-Arabien auf dem Feld. Im März 1995 bestritt der linke Außenverteidiger beim Freundschaftsspiel gegen die USA sein letztes Spiel in der chilenischen Nationalmannschaft.

## Erfolge
Cobreloa
- Chilenischer Meister: 1992